# ويلنيس
ويلنيس (بالهولندية: Wilnis)‏ هي قرية، ومكان مأهول في هولندا، تقع في دي رونده فينن، بلغ عدد سكانها 1.196  نسمة وذلك حسب إحصائيات سنة 1830، رمزها البريدي هو 3648.